# Ochranný les

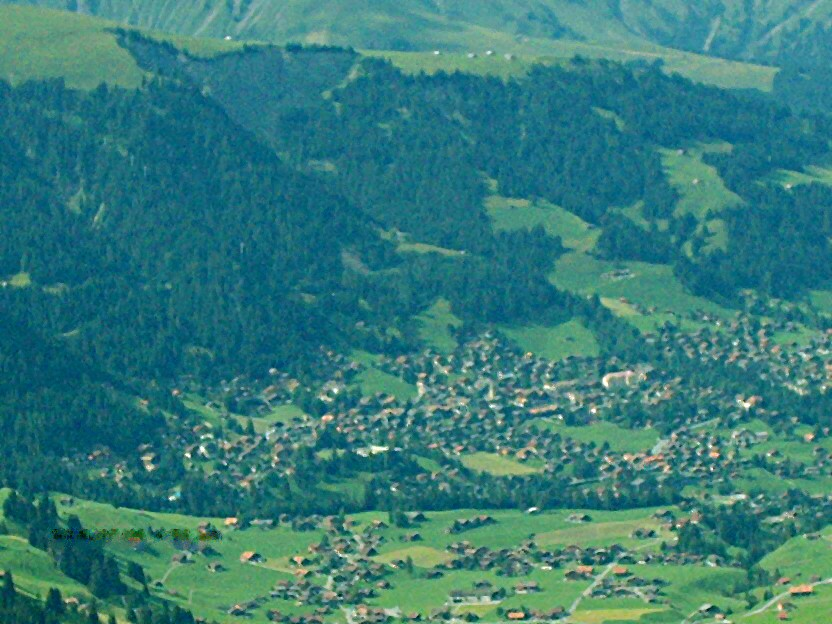
Ochranný les ve svahu nad švýcarskou obcí Adelboden

Ochranné lesy zahrnují lesy na mimořádně nepříznivých stanovištích (kde les je na hranici svých existenčních možností) a lesy kolem horní hranice lesa, kde stabilizují půdu (chrání ji před erozí, sesuvy, lavinami či bahnotokem) a mají ochranný vliv na níže položené hospodářsky využívané plochy (např. hospodářské lesy), tím, že snižují jejich přírodní ohrožení. Ochranný les obvykle pokrývá svažitou oblast, která se nachází mezi zdrojem ohrožení (například nestabilní skály či oblast, kde se tvoří laviny) a ohroženým majetkem.